# フィッツウィリアム美術館

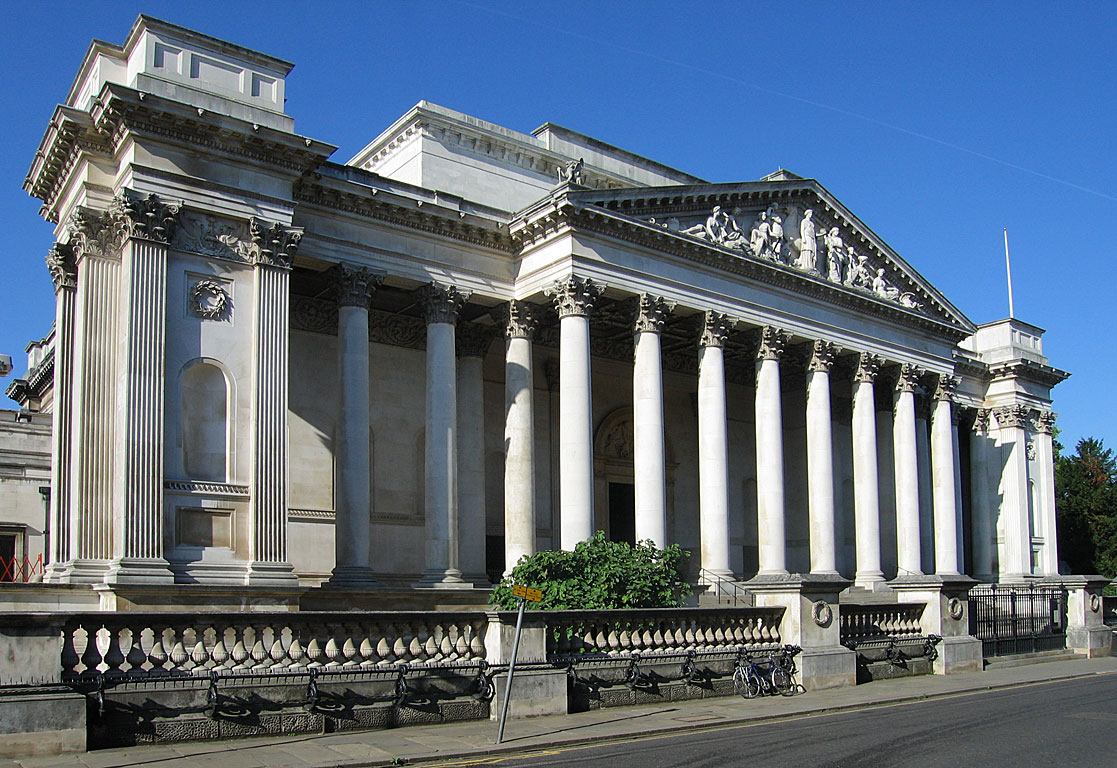
フィッツウィリアム美術館

フィッツウィリアム美術館（フィッツウィリアムびじゅつかん、英: Fitzwilliam Museum）は、イギリスのケンブリッジ大学付属の美術館である。1816年に第7代フィッツウィリアム子爵リチャード・フィッツウィリアムのコレクションを元に設立された。

## 概要
フィッツウィリアム美術館はアンティーク、工芸品、コインやメダル、写本や書籍、そして絵画や素描の5つの部門からなっている。
アンティークには古代エジプト、スーダン、ギリシャ、ローマ、アジア、キプロス島由来のものも含まれている。
工芸品にはイギリスまたヨーロッパの陶器やガラス製品、家具、時計、甲冑、中国・日本・韓国の美術品、ラグ等も含まれる。
絵画作品にはマルティーニ、ドメニコ・ヴェネツィアーノ、ティツィアーノ、ヴェロネーゼ、ルーベンス、ヴァン・ダイク、ハルス、カナレット、ホガース、コンスタブル、ゲインズバラ、モネ、ドガ、ルノワール、セザンヌ、ピカソといった巨匠たちの作品が含まれている。
多くの作品はケンブリッジ大学からの貸出という形になっている。例えば、セザンヌやスーラといった印象派の作品はキングス・カレッジが所有している。また、マドックス・ブラウンといったラファエル前派の作品も所蔵している。
加えて、16世紀のエリザベス女王時代にウィリアム・バードやジョン・ブル、オーランド・ギボンズ、トマス・タリスが残した楽譜も所蔵している。

## ギャラリー

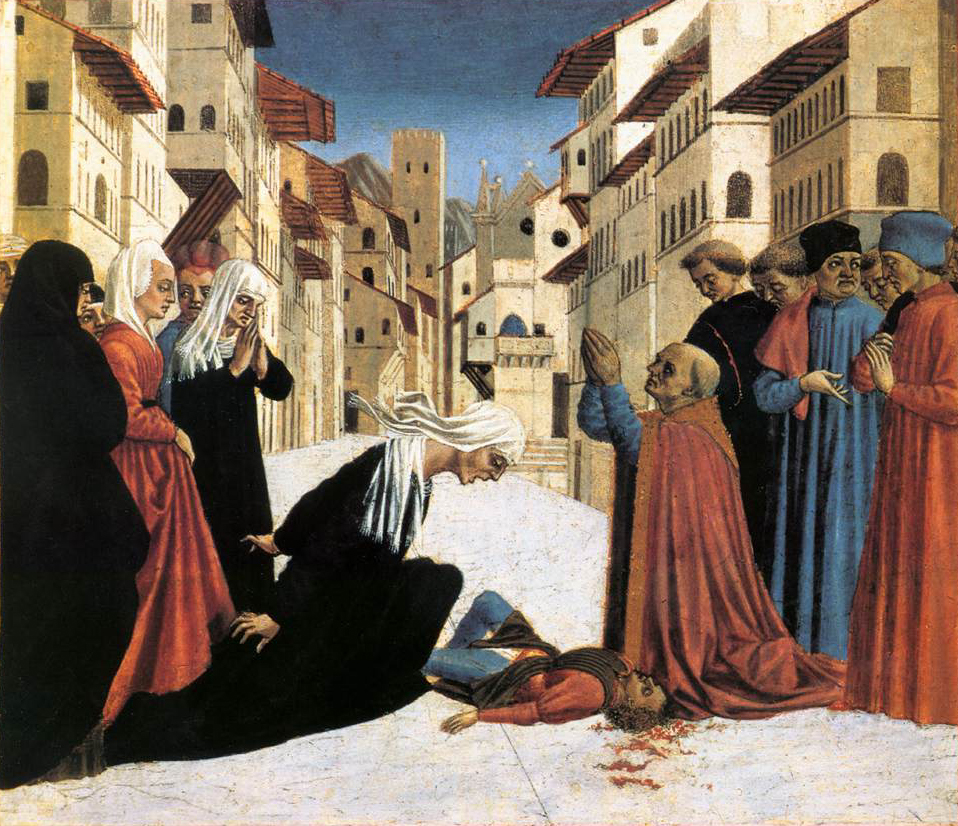
ドメニコ・ヴェネツィアーノ『聖ゼノビウスの奇跡』1445年頃
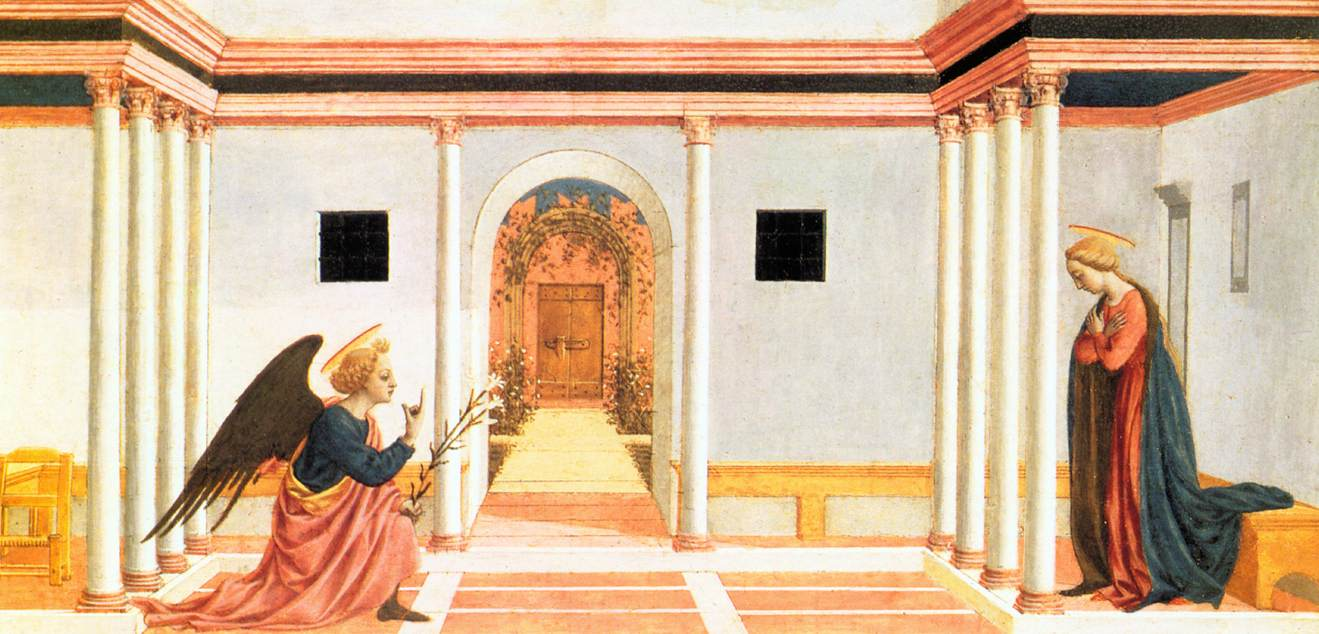
ドメニコ・ヴェネツィアーノ『受胎告知』1445年頃
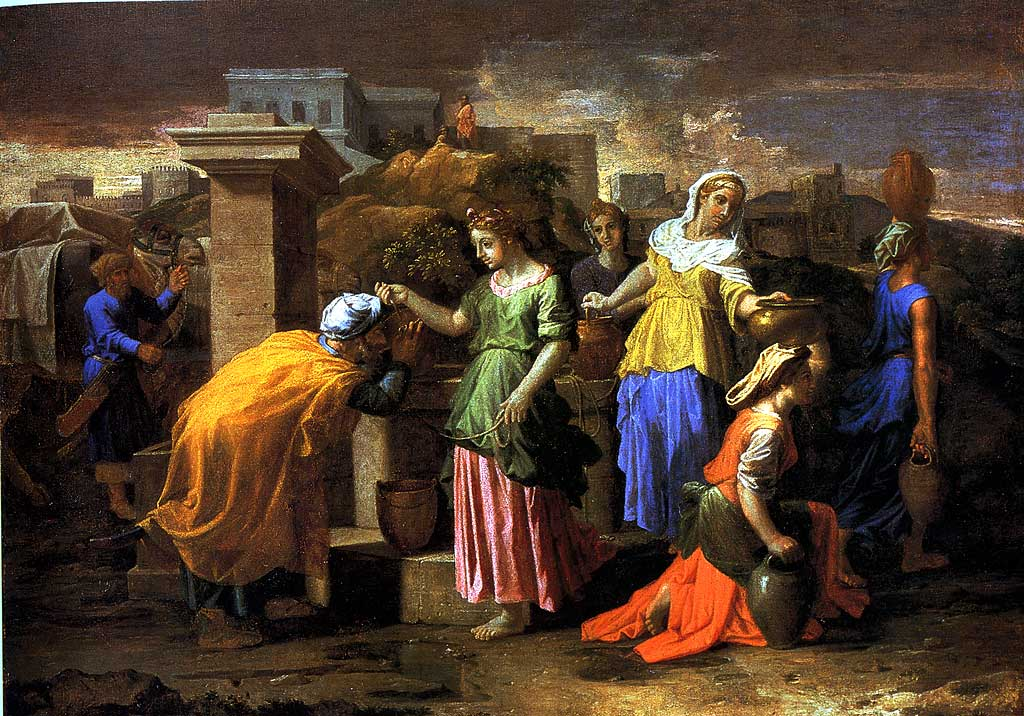
ニコラ・プッサン『エリエゼルとリベカ』1660年-1665年頃
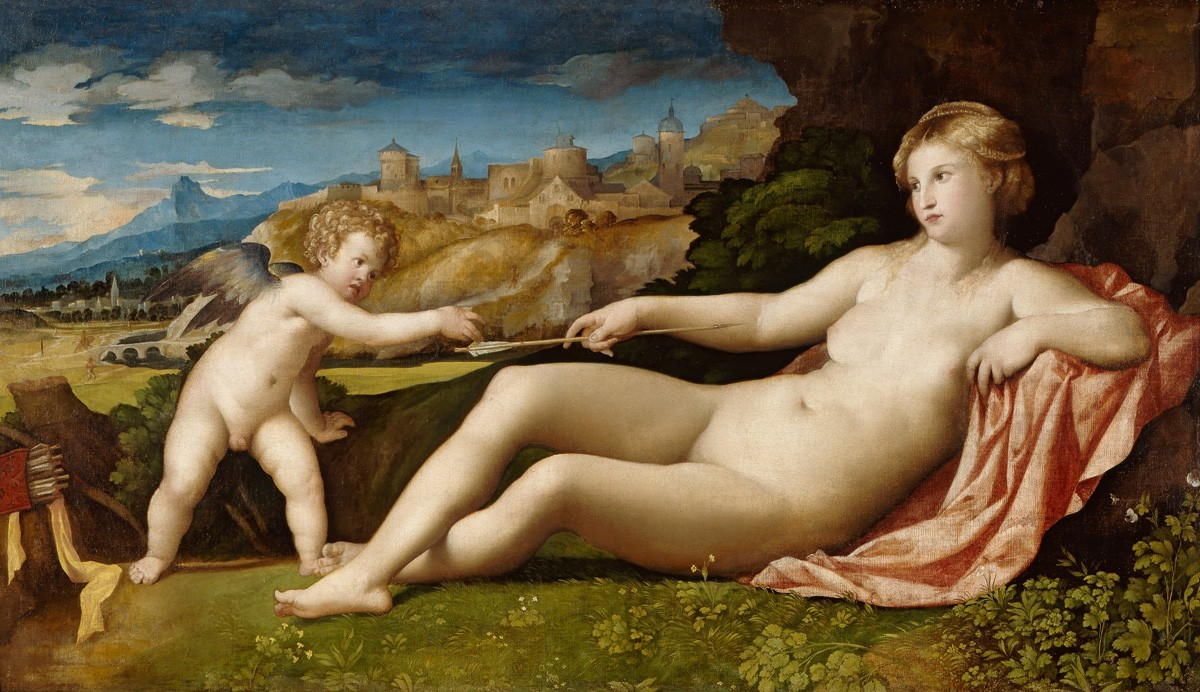
パルマ・イル・ヴェッキオ『風景の中のヴィーナスとキューピッド』1523年頃
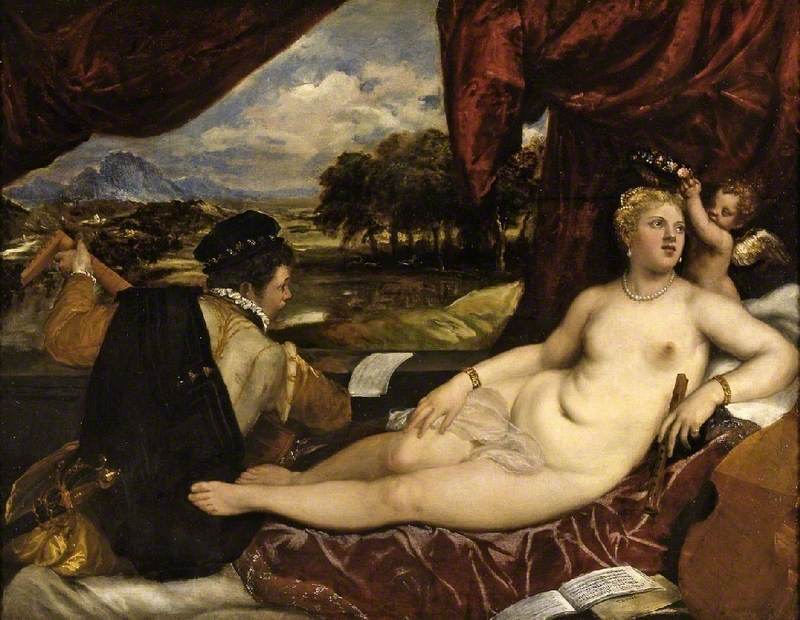
ティツィアーノ・ヴェチェッリオ『ヴィーナスとキューピッドとリュート奏者』1555年-1565年頃
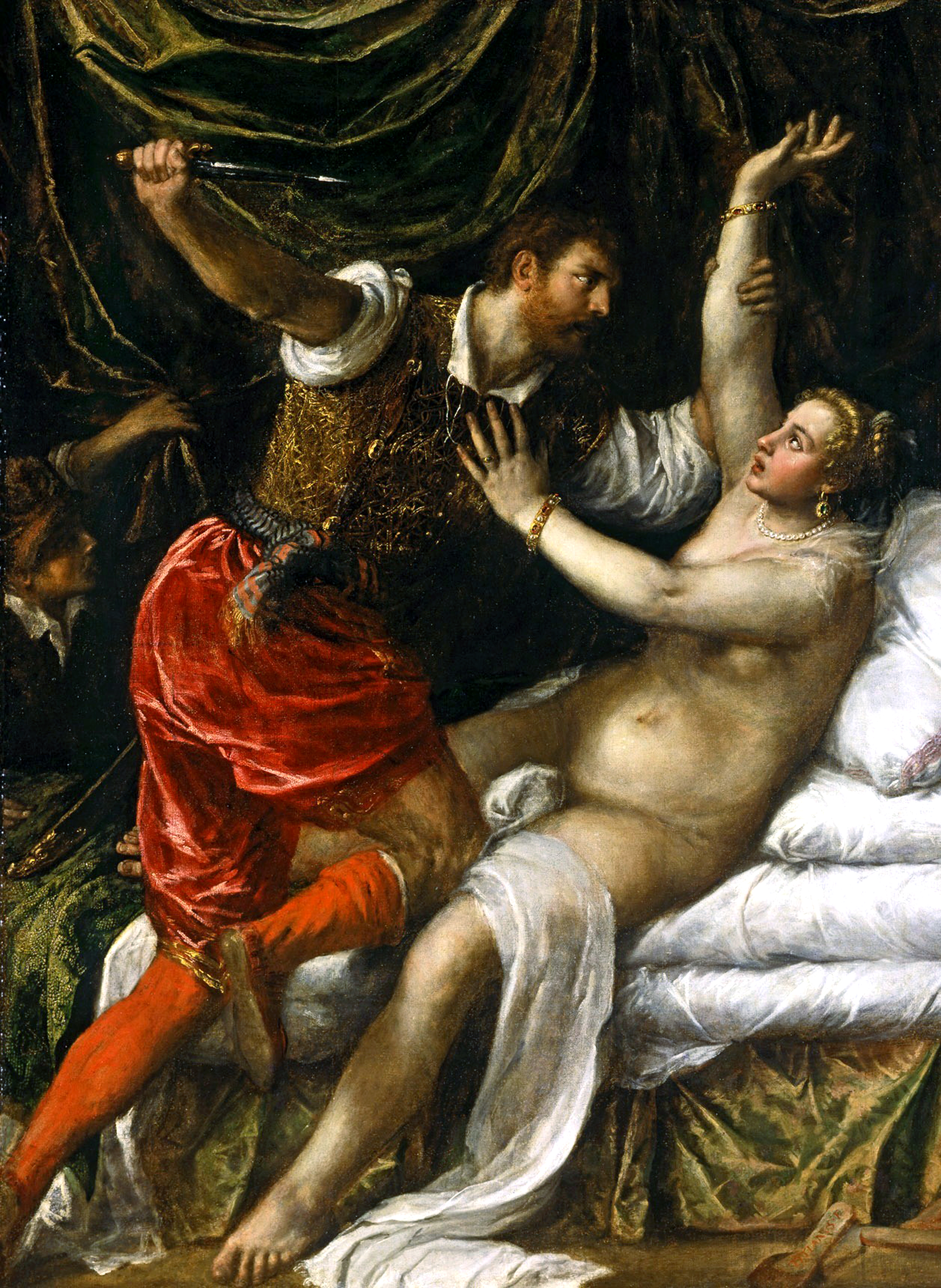
ティツィアーノ・ヴェチェッリオ『タルクィニウスとルクレティア』1571年
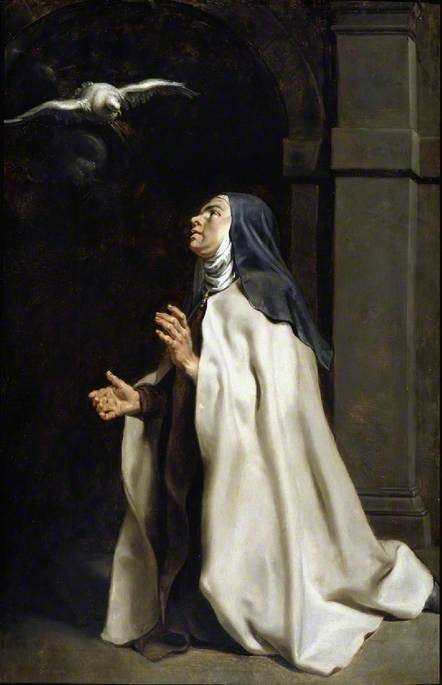
ピーテル・パウル・ルーベンス『アビラの聖テレサの聖霊の幻視』1614年から1635年の間
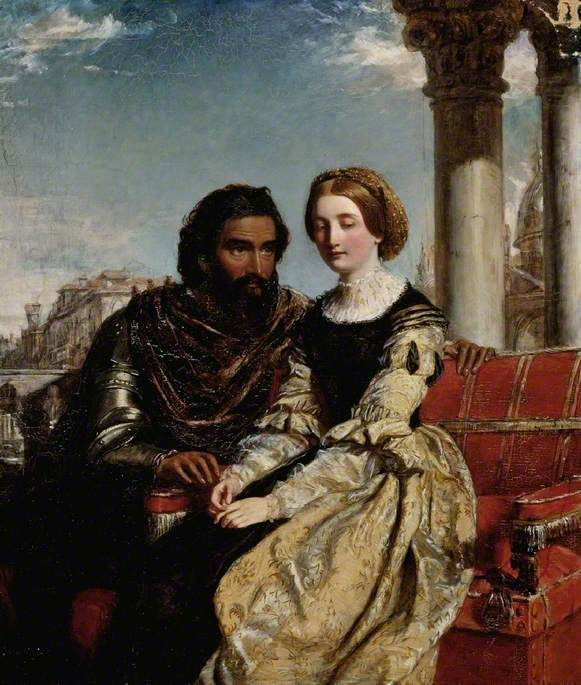
ウィリアム・フリス『オセロとデズデモーナ』1840年-1856年
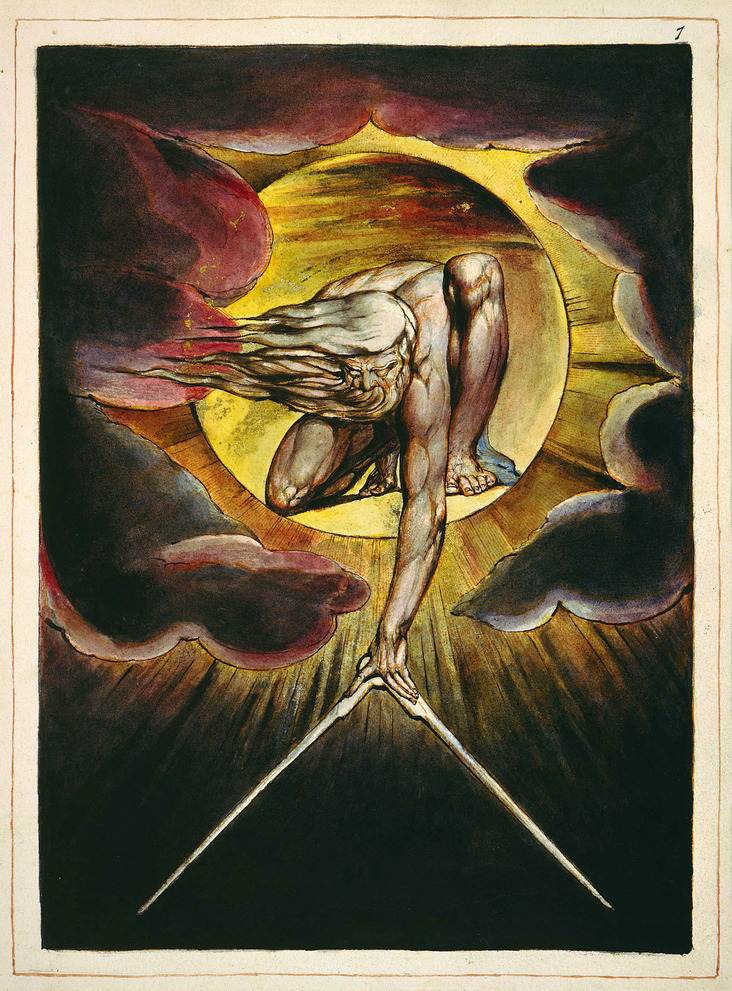
ウィリアム・ブレイク『日の老いたる者』1821年
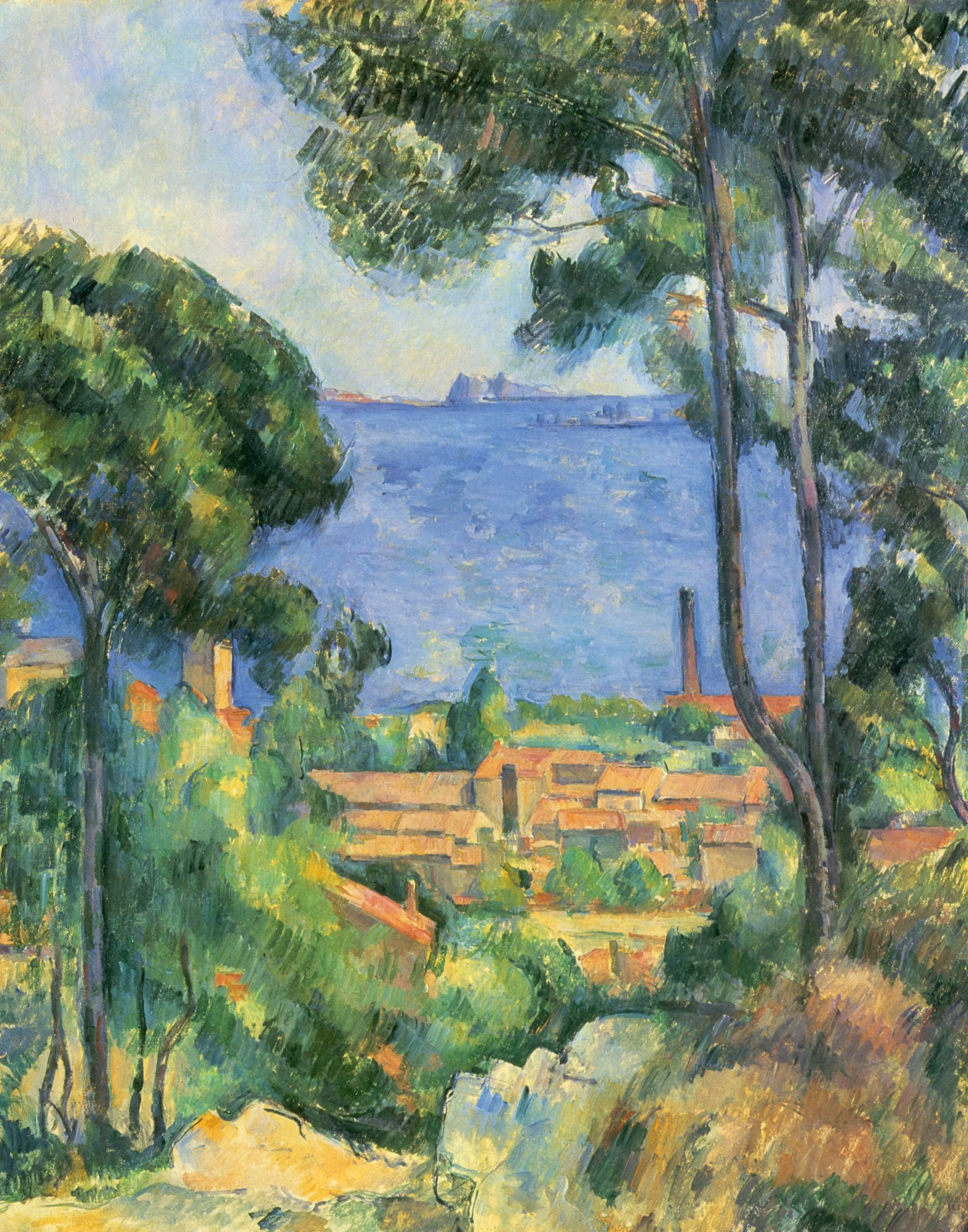
ポール・セザンヌ『エスタックとシャトー・ディフの風景』1883年-1885年
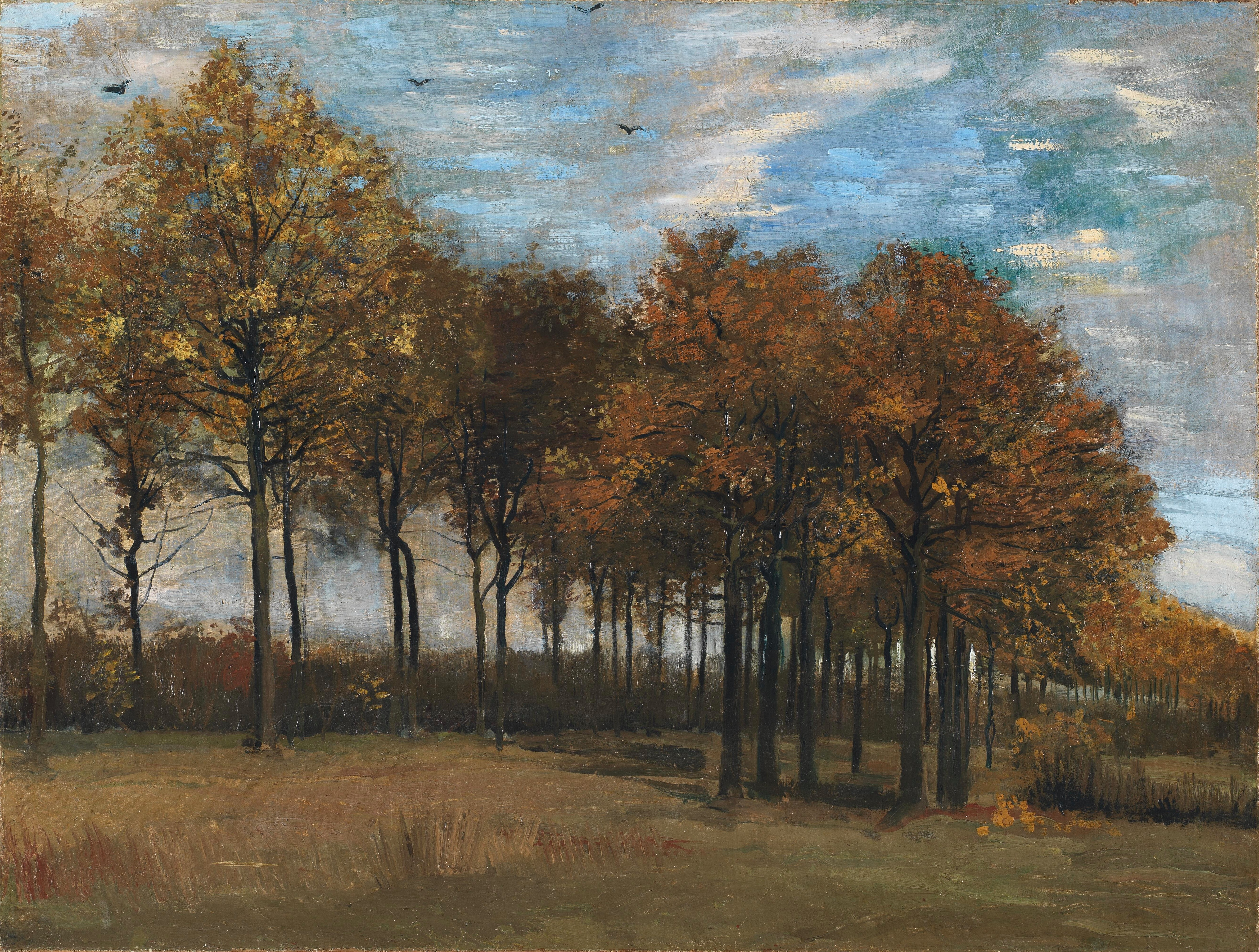
ヴィンセント・ファン・ゴッホ『秋の風景』1885年
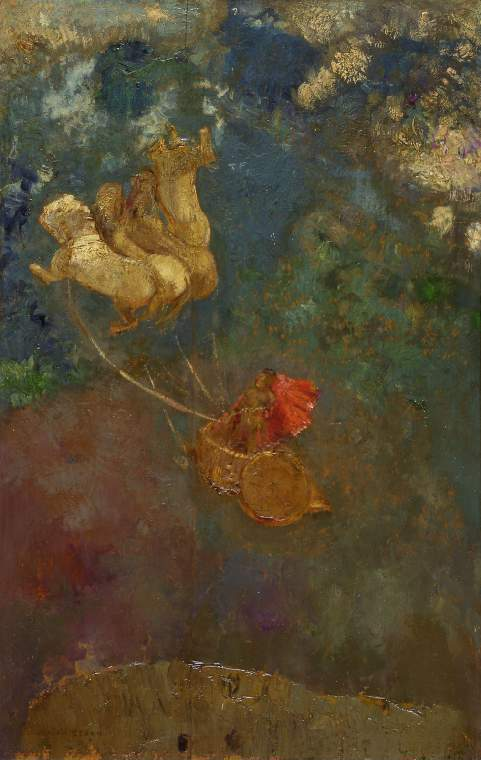
オディロン・ルドン『アポロンの戦車』1907年-1910年